# Такеуті Хіротака
Хіротака Такеучі (яп. 竹内 洋岳, Takeuchi Hirotaka; 1972) — перший японський альпіністом, що піднявся на всі 14 найвищих у світі піків (понад 8000 м). 41-річний професійний альпініст досяг мети 23 травня 2013 р. о 5:30 годині по Непалу, піднявшись на вершину 8167-метрової Дхаулагірі. Важкий шлях до цього успіху тривав 17 років.
Такеучі, уродженець Токіо, займався альпінізмом з дитинства, здійснив сходження на перший восьмитисячник в 1995 р., це 5-й за висотою пік — 8463-метрова Макалу.
У 1996 р. здійснив сходження на Еверест і К2, другий за величиною пік.
Місія Такеучі ледве не закінчилася в 2007 році, коли лавина на горі Гашербрум II пронесла його близько 300 метрів (1000 футів) і повністю поховала в снігу. Два німецьких альпіністи загинули в лавині, а третій був важко поранений. Такеучі був викопаний іншими альпіністами і врятований вертольотом. Після операції і реабілітації, він підкорив вершину лише через рік.
Тільки на три вершини з 14 він піднімався з кисневими балонами.
Такеучі планує повернутися в Гімалаї, щоб піднятися ще на один пік в наступному році. «Я буду продовжувати рости доти, поки моє тіло дозволить мені», — сказав він.